# Сенко Занкович Гостський
Сенько Занкович Гостський — руський боярин другої третини XV століття з Волині, нащадок пана Кирдія. Родовим гніздом було с. Гоща на перетині Горині старовинним шляхом з Луцька на Київ.
Уперше зринає в жалуваній грамоті Свидригайла від 24 липня 1436 р. Петрашкові Ланевичу Мильському, де згадується, що Сенько Гостський, Андрій Чаплич та Івашко Подолянський продали йому три «лезива Віненської землі».
Фігурує свідком датованого серединою XV століття листа Єська Івановича Чаплича доньці Настасії та зятю Патрикію Некрашовичу на с. Курозвани. 
Гостський мав сина Богдана. Як припускає історик Володимир Собчук, Сенько користувався двома календарними іменами, одне з яких могло бути приурочене до дня народження, а друге — до дня хрещення, оскільки в переліку предків, уписаному його сином в пом'яник Києво-Печерського монастиря, особи на ім'я Сенько немає. 